# James T. Goodrich
James Tait Goodrich (16 de abril de 1946-30 de marzo de 2020) fue un neurocirujano estadounidense. Fue director de la División de Neurocirugía Pediátrica en el Sistema de Salud Montefiore y profesor de Cirugía Neurológica Clínica, Pediatría, Cirugía Plástica y Reconstructiva en el Colegio de Medicina Albert Einstein, y obtuvo reconocimiento mundial por realizar exitosas separaciones múltiples de gemelos unidos. 

## Antecedentes
Goodrich nació en Oregón y recibió su licenciatura de la Universidad de California, Irvine en 1974. Recibió su maestría en 1978 y doctorado en 1980 de la Universidad de Columbia. Más tarde regresó a la Universidad de Columbia para obtener un MD. Hizo su residencia médica en el Hospital Presbyterian de Nueva York. Sirvió en el Cuerpo de Marines de los Estados Unidos durante la guerra de Vietnam.

## Carrera
Goodrich fue profesor de medicina en el Colegio de Medicina Albert Einstein desde 1998 hasta el momento de su muerte.
Goodrich fue mejor conocido en 2004 y 2016 por sus separaciones de gemelos unidos craneopagos, aquellos que comparten tejido cerebral y que tienen un alto riesgo de muerte a menos que estén separados antes de los dos años de edad. Goodrich desarrolló un enfoque de etapas múltiples para separar a estos gemelos, de los cuales hizo siete veces durante su carrera y de los cuales 59 en total se habían realizado en el mundo hasta marzo de 2020. Goodrich afirmó que dicha cirugía tiene un costo, ya que generalmente es imposible evitar algún daño en el cerebro de un gemelo, dependiendo de la cantidad de material cerebral que haya compartido, pero había tratado de minimizar este impacto a través de su proceso.
La primera operación de Goodrich fue en 2004 con Carl y Clarence Aguirre. Después de meses de planificación, Goodrich dirigió un equipo de 16 médicos durante una cirugía de 17 horas para separar a los gemelos en 2004. Ambos gemelos sobrevivieron aunque emprendieron rehabilitación durante toda su juventud. Ambos gemelos estaban sanos a partir de marzo de 2020, pero Carl sigue mentalmente subdesarrollado detrás de Clarence. Goodrich dirigió una cirugía similar de 27 horas con un equipo de 40 médicos en Jadon y Anias McDonald cuando tenían 13 meses de edad en 2016, y a partir de enero de 2019, ambos gemelos aún estaban en rehabilitación, y Anias se consideró unos meses detrás de Jadon, Pero recuperándose.
Goodrich también fue historiador de la medicina y distinguido coleccionista de libros médicos y científicos antiguos. En 1982, fue elegido miembro de la American Osler Society, una organización de médicos e historiadores dedicados a la celebración de los extraordinarios logros humanísticos, científicos y bibliográficos de Sir William Osler, uno de los miembros fundadores de la Universidad Johns Hopkins.

## Premios y reconocimientos
Goodrich fue nombrado Mejor Médico en América y fue incluido en la Guía de los Mejores Cirujanos de América por el Consumers Council of America y la revista New York. Recibió el Premio de los alcaldes de la ciudad de Nueva York en ciencia y tecnología. También recibió la Medalla de Bronce de la Asociación de Antiguos Alumnos del Colegio de Médicos y Cirujanos. También recibió premios como el Premio Mead-Johnson, el Premio de Laboratorios Roche en Neurociencia y la Medalla Sir William Osler de la Asociación Americana de Historia de la Medicina en 1978. En 2018, recibió el premio Marquis Who's Who Lifetime Achievement Award.

## Muerte
Goodrich murió en Nueva York el 30 de marzo de 2020, por complicaciones de la enfermedad por coronavirus 2019 (COVID-19). Le sobreviven su esposa, Judy Loudin, y tres hermanas.